# Grandes Vueltas
Grandes Vueltas es la denominación que reciben las tres pruebas de ciclismo de ruta por etapas de tres semanas de duración, que las diferencia de las Vueltas menores de una semana de duración: el Tour de Francia, el Giro de Italia y la Vuelta a España, mencionadas por orden de antigüedad. Todas incluyen en su trazado etapas llanas, de montaña y contrarrelojes individuales (en número variable). Es frecuente que estas carreras comiencen con un prólogo, que es una prueba de contrarreloj individual de pocos kilómetros (menos de 10). Otra prueba frecuente es la contrarreloj por equipos.
Además de la clasificación general, en las Grandes Vueltas existen una serie de clasificaciones secundarias. Las más comunes son la clasificación por puntos, la clasificación de la montaña y la clasificación por equipos. Durante los años 1990, se ha popularizado también la clasificación de los jóvenes, que toma en cuenta el tiempo de la clasificación general, pero solo para corredores menores de 25 años. Otras clasificaciones, caídas en desuso a finales de la década de los 90, son las metas volantes, la combatividad o la combinada. En el Giro de Italia, aún está vigente la clasificación del intergiro, que responde a la misma filosofía de la clasificación general, pero con los tiempos tomados a mitad de etapa.
Las tres pruebas están asociadas al UCI WorldTour y antes estaban asociadas a las primeras ediciones del UCI ProTour y al UCI World Calendar. Anteriormente estaban integradas en el Ranking UCI, siempre con la máxima catalogación entre todas las carreras ciclistas.

## Ganadores por año
| Año  | Giro de Italia                                      | Tour de Francia                                     | Vuelta a España                                     |
| ---- | --------------------------------------------------- | --------------------------------------------------- | --------------------------------------------------- |
| 1903 |                                                     | Maurice Garin                                       |                                                     |
| 1904 | Henri Cornet                                        |                                                     |                                                     |
| 1905 | Louis Trousselier                                   |                                                     |                                                     |
| 1906 | René Pottier                                        |                                                     |                                                     |
| 1907 | Lucien Petit-Breton                                 |                                                     |                                                     |
| 1908 | Lucien Petit-Breton                                 |                                                     |                                                     |
| 1909 | Luigi Ganna                                         | François Faber                                      |                                                     |
| 1910 | Carlo Galetti                                       | Octave Lapize                                       |                                                     |
| 1911 | Carlo Galetti                                       | Gustave Garrigou                                    |                                                     |
| 1912 | Atala                                               | Odile Defraye                                       |                                                     |
| 1913 | Carlo Oriani                                        | Philippe Thys                                       |                                                     |
| 1914 | Alfonso Calzolari                                   | Philippe Thys                                       |                                                     |
| 1915 | Ediciones suspendidas por la Primera Guerra Mundial | Ediciones suspendidas por la Primera Guerra Mundial |                                                     |
| 1916 | Ediciones suspendidas por la Primera Guerra Mundial | Ediciones suspendidas por la Primera Guerra Mundial |                                                     |
| 1917 | Ediciones suspendidas por la Primera Guerra Mundial | Ediciones suspendidas por la Primera Guerra Mundial |                                                     |
| 1918 | Ediciones suspendidas por la Primera Guerra Mundial | Ediciones suspendidas por la Primera Guerra Mundial |                                                     |
| 1919 | Costante Girardengo                                 | Firmin Lambot                                       |                                                     |
| 1920 | Gaetano Belloni                                     | Philippe Thys                                       |                                                     |
| 1921 | Giovanni Brunero                                    | Léon Scieur                                         |                                                     |
| 1922 | Giovanni Brunero                                    | Firmin Lambot                                       |                                                     |
| 1923 | Costante Girardengo                                 | Henri Pélissier                                     |                                                     |
| 1924 | Giuseppe Enrici                                     | Ottavio Bottecchia                                  |                                                     |
| 1925 | Alfredo Binda                                       | Ottavio Bottecchia                                  |                                                     |
| 1926 | Giovanni Brunero                                    | Lucien Buysse                                       |                                                     |
| 1927 | Alfredo Binda                                       | Nicolas Frantz                                      |                                                     |
| 1928 | Alfredo Binda                                       | Nicolas Frantz                                      |                                                     |
| 1929 | Alfredo Binda                                       | Maurice De Waele                                    |                                                     |
| 1930 | Luigi Marchisio                                     | André Leducq                                        |                                                     |
| 1931 | Francesco Camusso                                   | Antonin Magne                                       |                                                     |
| 1932 | Antonio Pesenti                                     | André Leducq                                        |                                                     |
| 1933 | Alfredo Binda                                       | Georges Speicher                                    |                                                     |
| 1934 | Learco Guerra                                       | Antonin Magne                                       |                                                     |
| 1935 | Vasco Bergamaschi                                   | Romain Maes                                         | Gustaaf Deloor                                      |
| 1936 | Gino Bartali                                        | Sylvère Maes                                        | Gustaaf Deloor                                      |
| 1937 | Gino Bartali                                        | Roger Lapébie                                       | Ediciones suspendidas por la Guerra civil española  |
| 1938 | Giovanni Valetti                                    | Gino Bartali                                        | Ediciones suspendidas por la Guerra civil española  |
| 1939 | Giovanni Valetti                                    | Sylvère Maes                                        | Ediciones suspendidas por la Guerra civil española  |
| 1940 | Fausto Coppi                                        | Ediciones suspendidas por la Segunda Guerra Mundial | Ediciones suspendidas por la Guerra civil española  |
| 1941 | Ediciones suspendidas por la Segunda Guerra Mundial | Ediciones suspendidas por la Segunda Guerra Mundial | Julián Berrendero                                   |
| 1942 | Ediciones suspendidas por la Segunda Guerra Mundial | Ediciones suspendidas por la Segunda Guerra Mundial | Julián Berrendero                                   |
| 1943 | Ediciones suspendidas por la Segunda Guerra Mundial | Ediciones suspendidas por la Segunda Guerra Mundial | Ediciones suspendidas por la Segunda Guerra Mundial |
| 1944 | Ediciones suspendidas por la Segunda Guerra Mundial | Ediciones suspendidas por la Segunda Guerra Mundial | Ediciones suspendidas por la Segunda Guerra Mundial |
| 1945 | Ediciones suspendidas por la Segunda Guerra Mundial | Ediciones suspendidas por la Segunda Guerra Mundial | Delio Rodríguez                                     |
| 1946 | Gino Bartali                                        | Ediciones suspendidas por la Segunda Guerra Mundial | Dalmacio Langarica                                  |
| 1947 | Fausto Coppi                                        | Jean Robic                                          | Edward van Dijck                                    |
| 1948 | Fiorenzo Magni                                      | Gino Bartali                                        | Bernardo Ruiz                                       |
| 1949 | Fausto Coppi                                        | Fausto Coppi                                        | E.S. por falta de recursos                          |
| 1950 | Hugo Koblet                                         | Ferdi Kübler                                        | Emilio Rodríguez                                    |
| 1951 | Fiorenzo Magni                                      | Hugo Koblet                                         | Ediciones suspendidas por falta de recursos         |
| 1952 | Fausto Coppi                                        | Fausto Coppi                                        | Ediciones suspendidas por falta de recursos         |
| 1953 | Fausto Coppi                                        | Louison Bobet                                       | Ediciones suspendidas por falta de recursos         |
| 1954 | Carlo Clerici                                       | Louison Bobet                                       | Ediciones suspendidas por falta de recursos         |
| 1955 | Fiorenzo Magni                                      | Louison Bobet                                       | Jean Dotto                                          |
| 1956 | Charly Gaul                                         | Roger Walkowiak                                     | Angelo Conterno                                     |
| 1957 | Gastone Nencini                                     | Jacques Anquetil                                    | Jesús Loroño                                        |
| 1958 | Ercole Baldini                                      | Charly Gaul                                         | Jean Stablinski                                     |
| 1959 | Charly Gaul                                         | Federico Martín Bahamontes                          | Antonio Suárez                                      |
| 1960 | Jacques Anquetil                                    | Gastone Nencini                                     | Frans De Mulder                                     |
| 1961 | Arnaldo Pambianco                                   | Jacques Anquetil                                    | Angelino Soler                                      |
| 1962 | Franco Balmamion                                    | Jacques Anquetil                                    | Rudi Altig                                          |
| 1963 | Franco Balmamion                                    | Jacques Anquetil                                    | Jacques Anquetil                                    |
| 1964 | Jacques Anquetil                                    | Jacques Anquetil                                    | Raymond Poulidor                                    |
| 1965 | Vittorio Adorni                                     | Felice Gimondi                                      | Rolf Wolfshohl                                      |
| 1966 | Gianni Motta                                        | Lucien Aimar                                        | Patxi Gabica                                        |
| 1967 | Felice Gimondi                                      | Roger Pingeon                                       | Jan Janssen                                         |
| 1968 | Eddy Merckx                                         | Jan Janssen                                         | Felice Gimondi                                      |
| 1969 | Felice Gimondi                                      | Eddy Merckx                                         | Roger Pingeon                                       |
| 1970 | Eddy Merckx                                         | Eddy Merckx                                         | Luis Ocaña                                          |
| 1971 | Gösta Pettersson                                    | Eddy Merckx                                         | Ferdinand Bracke                                    |
| 1972 | Eddy Merckx                                         | Eddy Merckx                                         | José Manuel Fuente                                  |
| 1973 | Eddy Merckx                                         | Luis Ocaña                                          | Eddy Merckx                                         |
| 1974 | Eddy Merckx                                         | Eddy Merckx                                         | José Manuel Fuente                                  |
| 1975 | Fausto Bertoglio                                    | Bernard Thévenet                                    | Agustín Tamames                                     |
| 1976 | Felice Gimondi                                      | Lucien van Impe                                     | José Pesarrodona                                    |
| 1977 | Michel Pollentier                                   | Bernard Thévenet                                    | Freddy Maertens                                     |
| 1978 | Johan De Muynck                                     | Bernard Hinault                                     | Bernard Hinault                                     |
| 1979 | Giuseppe Saronni                                    | Bernard Hinault                                     | Joop Zoetemelk                                      |
| 1980 | Bernard Hinault                                     | Joop Zoetemelk                                      | Faustino Rupérez                                    |
| 1981 | Giovanni Battaglin                                  | Bernard Hinault                                     | Giovanni Battaglin                                  |
| 1982 | Bernard Hinault                                     | Bernard Hinault                                     | Marino Lejarreta                                    |
| 1983 | Giuseppe Saronni                                    | Laurent Fignon                                      | Bernard Hinault                                     |
| 1984 | Francesco Moser                                     | Laurent Fignon                                      | Éric Caritoux                                       |
| 1985 | Bernard Hinault                                     | Bernard Hinault                                     | Pedro Delgado                                       |
| 1986 | Roberto Visentini                                   | Greg LeMond                                         | Álvaro Pino                                         |
| 1987 | Stephen Roche                                       | Stephen Roche                                       | Lucho Herrera                                       |
| 1988 | Andrew Hampsten                                     | Pedro Delgado                                       | Sean Kelly                                          |
| 1989 | Laurent Fignon                                      | Greg LeMond                                         | Pedro Delgado                                       |
| 1990 | Gianni Bugno                                        | Greg LeMond                                         | Marco Giovannetti                                   |
| 1991 | Franco Chioccioli                                   | Miguel Induráin                                     | Melchor Mauri                                       |
| 1992 | Miguel Induráin                                     | Miguel Induráin                                     | Tony Rominger                                       |
| 1993 | Miguel Induráin                                     | Miguel Induráin                                     | Tony Rominger                                       |
| 1994 | Eugeni Berzin                                       | Miguel Induráin                                     | Tony Rominger                                       |
| 1995 | Tony Rominger                                       | Miguel Induráin                                     | Laurent Jalabert                                    |
| 1996 | Pável Tonkov                                        | Bjarne Riis                                         | Alex Zülle                                          |
| 1997 | Ivan Gotti                                          | Jan Ullrich                                         | Alex Zülle                                          |
| 1998 | Marco Pantani                                       | Marco Pantani                                       | Abraham Olano                                       |
| 1999 | Ivan Gotti                                          | sin ganador                                         | Jan Ullrich                                         |
| 2000 | Stefano Garzelli                                    | sin ganador                                         | Roberto Heras                                       |
| 2001 | Gilberto Simoni                                     | sin ganador                                         | Ángel Casero                                        |
| 2002 | Paolo Savoldelli                                    | sin ganador                                         | Aitor González                                      |
| 2003 | Gilberto Simoni                                     | sin ganador                                         | Roberto Heras                                       |
| 2004 | Damiano Cunego                                      | sin ganador                                         | Roberto Heras                                       |
| 2005 | Paolo Savoldelli                                    | sin ganador                                         | Roberto Heras                                       |
| 2006 | Ivan Basso                                          | Óscar Pereiro                                       | Alexander Vinokourov                                |
| 2007 | Danilo Di Luca                                      | Alberto Contador                                    | Denis Menchov                                       |
| 2008 | Alberto Contador                                    | Carlos Sastre                                       | Alberto Contador                                    |
| 2009 | Denis Menchov                                       | Alberto Contador                                    | Alejandro Valverde                                  |
| 2010 | Ivan Basso                                          | Andy Schleck                                        | Vincenzo Nibali                                     |
| 2011 | Michele Scarponi                                    | Cadel Evans                                         | Chris Froome                                        |
| 2012 | Ryder Hesjedal                                      | Bradley Wiggins                                     | Alberto Contador                                    |
| 2013 | Vincenzo Nibali                                     | Chris Froome                                        | Chris Horner                                        |
| 2014 | Nairo Quintana                                      | Vincenzo Nibali                                     | Alberto Contador                                    |
| 2015 | Alberto Contador                                    | Chris Froome                                        | Fabio Aru                                           |
| 2016 | Vincenzo Nibali                                     | Chris Froome                                        | Nairo Quintana                                      |
| 2017 | Tom Dumoulin                                        | Chris Froome                                        | Chris Froome                                        |
| 2018 | Chris Froome                                        | Geraint Thomas                                      | Simon Yates                                         |
| 2019 | Richard Carapaz                                     | Egan Bernal                                         | Primož Roglič                                       |
| 2020 | Tao Geoghegan Hart                                  | Tadej Pogačar                                       | Primož Roglič                                       |
| 2021 | Egan Bernal                                         | Tadej Pogačar                                       | Primož Roglič                                       |
| 2022 | Jai Hindley                                         | Jonas Vingegaard                                    | Remco Evenepoel                                     |
| 2023 | Primož Roglič                                       | Jonas Vingegaard                                    | Sepp Kuss                                           |
| 2024 | Tadej Pogačar                                       | Tadej Pogačar                                       | Primož Roglič                                       |
| 2025 | Simon Yates                                         | Tadej Pogačar                                       | Bandera de ?                                        |

## Máximos ganadores
Los corredores que han obtenido tres o más victorias en sus participaciones en las Grandes Vueltas son:
| Nombre           | Primera victoria | Última victoria | Giro | Tour | Vuelta | Total |
| ---------------- | ---------------- | --------------- | ---- | ---- | ------ | ----- |
| Eddy Merckx      | 1968             | 1974            | 5    | 5    | 1      | 11    |
| Bernard Hinault  | 1978             | 1985            | 3    | 5    | 2      | 10    |
| Jacques Anquetil | 1957             | 1964            | 2    | 5    | 1      | 8     |
| Fausto Coppi     | 1940             | 1953            | 5    | 2    | -      | 7     |
| Miguel Induráin  | 1991             | 1995            | 2    | 5    | -      | 7     |
| Alberto Contador | 2007             | 2015            | 2    | 2    | 3      | 7     |
| Chris Froome     | 2011             | 2018            | 1    | 4    | 2      | 7     |
| Alfredo Binda    | 1925             | 1933            | 5    | -    | -      | 5     |
| Gino Bartali     | 1936             | 1948            | 3    | 2    | -      | 5     |
| Felice Gimondi   | 1965             | 1976            | 3    | 1    | 1      | 5     |
| Primož Roglič    | 2019             | 2024            | 1    | -    | 4      | 5     |
| Tadej Pogačar    | 2020             | 2025            | 1    | 4    | -      | 5     |
| Tony Rominger    | 1992             | 1995            | 1    | -    | 3      | 4     |
| Roberto Heras    | 2000             | 2005            | -    | -    | 4      | 4     |
| Vincenzo Nibali  | 2010             | 2016            | 2    | 1    | 1      | 4     |
| Carlo Galetti*   | 1910             | 1912            | 3    | -    | -      | 3     |
| Philippe Thys    | 1913             | 1920            | -    | 3    | -      | 3     |
| Giovanni Brunero | 1921             | 1926            | 3    | -    | -      | 3     |
| Fiorenzo Magni   | 1948             | 1955            | 3    | -    | -      | 3     |
| Louison Bobet    | 1953             | 1955            | -    | 3    | -      | 3     |
| Charly Gaul      | 1956             | 1959            | 2    | 1    | -      | 3     |
| Laurent Fignon   | 1983             | 1989            | 1    | 2    | -      | 3     |
| Pedro Delgado    | 1985             | 1989            | -    | 1    | 2      | 3     |
| Greg LeMond      | 1986             | 1990            | -    | 3    | -      | 3     |

* La edición de 1912 del Giro de Italia se corrió por equipos. El equipo Atala, del que formaba parte Galetti, fue el vencedor.
Los nombres marcados en negrita son los ciclistas activos
Cuatro ciclistas han logrado ganar tres o más Grandes Vueltas de forma consecutiva:
- Fausto Coppi: Giro de Italia 1952 (17/05 - 08/06), Tour de Francia 1952 (25/06 - 19/07) y Giro de Italia 1953 (12/05 - 02/06)
- Eddy Merckx: Giro de Italia 1972 (21/05 - 11/06), Tour de Francia 1972 (01/07 - 23/07), Vuelta a España 1973 (26/03 - 13/05) y Giro de Italia 1973 (18/05 - 09/06)
- Bernard Hinault: Giro de Italia 1982 (13/05 - 04/06), Tour de Francia 1982 (02/07 - 25/07) y Vuelta a España 1983 (19/04 - 8/05)
- Chris Froome: Tour de Francia 2017 (01/07 - 23/07), Vuelta a España 2017 (19/08 - 10/09) y Giro de Italia 2018 (04/05 - 27/05)

## Otras estadísticas

### Ganadores de las tres Grandes Vueltas
Hasta el momento, siete ciclistas han ganado la clasificación general en las tres Grandes Vueltas:
| Corredor         | Primera victoria | Última victoria | Giro | Tour | Vuelta | Total |
| ---------------- | ---------------- | --------------- | ---- | ---- | ------ | ----- |
| Eddy Merckx      | 1968             | 1974            | 5    | 5    | 1      | 11    |
| Bernard Hinault  | 1978             | 1985            | 3    | 5    | 2      | 10    |
| Jacques Anquetil | 1957             | 1969            | 2    | 5    | 1      | 8     |
| Alberto Contador | 2007             | 2015            | 2    | 2    | 3      | 7     |
| Chris Froome     | 2011             | 2018            | 1    | 4    | 2      | 7     |
| Felice Gimondi   | 1965             | 1976            | 3    | 1    | 1      | 5     |
| Vincenzo Nibali  | 2010             | 2016            | 2    | 1    | 1      | 4     |

Bernard Hinault y Alberto Contador son los únicos que han logrado repetir la victoria en las tres carreras; Anquetil, Merckx y Froome, los únicos que han sido campeones vigentes de las tres carreras al mismo tiempo; Gimondi, Merckx e Hinault, además, lograron también ganar el Campeonato Mundial de Ciclismo en Ruta.
Ningún ciclista ha sido capaz de ganar las 3 grandes vueltas en un mismo año.

### Ganadores de dos Grandes Vueltas en el mismo año
Once corredores han sido capaces de conseguir victorias en dos grandes vueltas en el mismo año.
El doblete Giro y Tour en el mismo año ha sido conseguido por ocho ciclistas, en un total de trece ocasiones:
- Fausto Coppi: 1949 y 1952.
- Jacques Anquetil: 1964.
- Eddy Merckx: 1970, 1972 y 1974.
- Bernard Hinault: 1982, 1985.
- Stephen Roche: 1987.
- Miguel Induráin: 1992, 1993.
- Marco Pantani: 1998.
- Tadej Pogačar: 2024.

El doblete Tour y Vuelta en el mismo año ha sido conseguido por tres ciclistas:
- Jacques Anquetil: 1963[7]
- Bernard Hinault: 1978
- Chris Froome: 2017

El doblete Giro y Vuelta en el mismo año ha sido conseguido por tres ciclistas:
- Eddy Merckx: 1973
- Giovanni Battaglin: 1981
- Alberto Contador: 2008

#### Mayores ganadores de dobletes
| Corredor           | Número de dobletes | Carreras y año                         |
| ------------------ | ------------------ | -------------------------------------- |
| Eddy Merckx        | 4                  | Giro-Tour 70, 72 y 74 / Giro-Vuelta 73 |
| Bernard Hinault    | 3                  | Giro-Tour 82 y 85 / Tour-Vuelta 78     |
| Fausto Coppi       | 2                  | Giro-Tour 49 y 52                      |
| Miguel Induráin    | 2                  | Giro-Tour 92 y 93                      |
| Jacques Anquetil   | 2                  | Giro-Tour 64 / Tour-Vuelta 63          |
| Stephen Roche      | 1                  | Giro-Tour 87                           |
| Marco Pantani      | 1                  | Giro-Tour 98                           |
| Giovanni Battaglin | 1                  | Giro-Vuelta 81                         |
| Alberto Contador   | 1                  | Giro-Vuelta 2008                       |
| Chris Froome       | 1                  | Tour-Vuelta 2017                       |
| Tadej Pogačar      | 1                  | Giro-Tour 2024                         |

### Tripletes por país en un mismo año
Hasta el momento, cuatro países han conseguido ganar las 3 Grandes Vueltas en un mismo año:
| País        | Año  | Ganador del Giro | Ganador del Tour | Ganador de la Vuelta |
| ----------- | ---- | ---------------- | ---------------- | -------------------- |
| Francia     | 1964 | Jacques Anquetil | Jacques Anquetil | Raymond Poulidor     |
| España      | 2008 | Alberto Contador | Carlos Sastre    | Alberto Contador     |
| Reino Unido | 2018 | Chris Froome     | Geraint Thomas   | Simon Yates          |
| Eslovenia   | 2024 | Tadej Pogačar    | Tadej Pogačar    | Primož Roglič        |

- Tan sólo en cuatro ocasiones (1957, 1961, 1966 y 1975) un corredor italiano ganó el Giro de Italia, un francés, el Tour de Francia y un español, la Vuelta a España. En 1985 fue la última vez que un francés ganó el Tour de Francia.

### Tripletes por equipo en un mismo año
Hasta el momento, tan sólo un equipo ha conseguido ganar las 3 Grandes Vueltas en un mismo año:
| Equipo           | Año  | Ganador del Giro | Ganador del Tour | Ganador de la Vuelta |
| ---------------- | ---- | ---------------- | ---------------- | -------------------- |
| Team Jumbo-Visma | 2023 | Primož Roglič    | Jonas Vingegaard | Sepp Kuss            |

- En 2023, Team Jumbo-Visma igualó al equipo Kas, consiguiendo que los tres ciclistas del podio de una Gran Vuelta fueran de su equipo. En ambos casos se trata de la Vuelta a España. El equipo español, no obstante, logró clasificar a seis corredores entre los siete primeros de la general final en la Vuelta a España 1966.

### Ganadores por país en las tres Grandes Vueltas
Hasta el momento, corredores de 11 naciones han conseguido para sus países al menos una victoria en cada una de las tres Grandes Vueltas:
| País           | Primera victoria | Última victoria | Giro | Tour | Vuelta | Total |
| -------------- | ---------------- | --------------- | ---- | ---- | ------ | ----- |
| Italia         | 1909             | 2016            | 69   | 10   | 6      | 85    |
| Francia        | 1903             | 1995            | 6    | 36   | 9      | 51    |
| España         | 1941             | 2015            | 4    | 12   | 32     | 48    |
| Bélgica        | 1912             | 2022            | 7    | 18   | 8      | 33    |
| Reino Unido    | 2011             | 2025            | 3    | 6    | 3      | 12    |
| Suiza          | 1950             | 1997            | 3    | 2    | 5      | 10    |
| Eslovenia      | 2019             | 2025            | 2    | 4    | 4      | 10    |
| Estados Unidos | 1986             | 2023            | 1    | 3    | 2      | 6     |
| Países Bajos   | 1967             | 2017            | 1    | 2    | 2      | 5     |
| Colombia       | 1987             | 2021            | 2    | 1    | 2      | 5     |
| Irlanda        | 1987             | 1988            | 1    | 1    | 1      | 3     |

### Ganadores totales en las Grandes Vueltas
Hasta el momento, corredores de 20 naciones han conseguido para sus países al menos una victoria en alguna de tres Grandes Vueltas:
| País           | Primera victoria | Última victoria | Giro | Tour | Vuelta | Total |
| -------------- | ---------------- | --------------- | ---- | ---- | ------ | ----- |
| Italia         | 1909             | 2016            | 69   | 10   | 6      | 85    |
| Francia        | 1903             | 1995            | 6    | 36   | 9      | 51    |
| España         | 1941             | 2015            | 4    | 12   | 32     | 48    |
| Bélgica        | 1912             | 2022            | 7    | 18   | 8      | 33    |
| Reino Unido    | 2011             | 2025            | 3    | 6    | 3      | 12    |
| Suiza          | 1950             | 1997            | 3    | 2    | 5      | 10    |
| Eslovenia      | 2019             | 2025            | 2    | 4    | 4      | 10    |
| Luxemburgo     | 1909             | 2010            | 2    | 5    | -      | 7     |
| Estados Unidos | 1986             | 2023            | 1    | 3    | 2      | 6     |
| Países Bajos   | 1967             | 2017            | 1    | 2    | 2      | 5     |
| Colombia       | 1987             | 2021            | 2    | 1    | 2      | 5     |
| Rusia          | 1994             | 2009            | 3    | -    | 1      | 4     |
| Alemania       | 1997             | 1999            | -    | 1    | 3      | 4     |
| Irlanda        | 1987             | 1988            | 1    | 1    | 1      | 3     |
| Dinamarca      | 1996             | 2023            | -    | 3    | -      | 3     |
| Australia      | 2011             | 2022            | 1    | 1    | -      | 2     |
| Suecia         | 1971             | 1971            | 1    | -    | -      | 1     |
| Kazajistán     | 2006             | 2006            | -    | -    | 1      | 1     |
| Canadá         | 2012             | 2012            | 1    | -    | -      | 1     |
| Ecuador        | 2019             | 2019            | 1    | -    | -      | 1     |

### Podios en las tres Grandes Vueltas
Veinte ciclistas han logrado alcanzar por lo menos un podio en cada una de las tres Grandes Vueltas:
| Corredor            | Primer podio | Último podio | Giro | Tour | Vuelta | Total |
| ------------------- | ------------ | ------------ | ---- | ---- | ------ | ----- |
| Jacques Anquetil    | 1957         | 1967         | 6    | 6    | 1      | 13    |
| Eddy Merckx         | 1968         | 1975         | 5    | 6    | 1      | 12    |
| Felice Gimondi      | 1965         | 1976         | 9    | 2    | 1      | 12    |
| Bernard Hinault     | 1977         | 1984         | 3    | 7    | 2      | 12    |
| Chris Froome        | 2011         | 2018         | 1    | 6    | 4      | 11    |
| Vincenzo Nibali     | 2010         | 2019         | 6    | 2    | 3      | 11    |
| Alejandro Valverde  | 2003         | 2019         | 1    | 1    | 7      | 9     |
| Miguel Induráin     | 1991         | 1995         | 3    | 5    | 1      | 9     |
| Primož Roglič       | 2019         | 2024         | 2    | 1    | 5      | 8     |
| Tadej Pogačar       | 2019         | 2025         | 1    | 6    | 1      | 8     |
| Alberto Contador    | 2007         | 2015         | 2    | 2    | 3      | 7     |
| Carlos Sastre       | 2005         | 2009         | 1    | 2    | 3      | 6     |
| Laurent Fignon      | 1983         | 1989         | 2    | 3    | 1      | 6     |
| Nairo Quintana      | 2013         | 2017         | 2    | 3    | 1      | 6     |
| Tony Rominger       | 1992         | 1996         | 1    | 1    | 4      | 6     |
| Cadel Evans         | 2007         | 2013         | 1    | 3    | 1      | 5     |
| Joaquim Rodríguez   | 2010         | 2015         | 1    | 1    | 3      | 5     |
| Richard Carapaz     | 2019         | 2025         | 3    | 1    | 1      | 5     |
| Denis Menchov       | 2005         | 2009         | 1    | 1    | 2      | 4     |
| José Manuel Fuente  | 1972         | 1975         | 1    | 1    | 2      | 4     |
| Herman Van Springel | 1968         | 1971         | 1    | 1    | 1      | 3     |

### Más podios totales en las Grandes Vueltas
Corredores con hasta 5 podios en total en las tres Grandes Vueltas:
| Corredor           | Primer podio | Último podio | Giro | Tour | Vuelta | Total |
| ------------------ | ------------ | ------------ | ---- | ---- | ------ | ----- |
| Jacques Anquetil   | 1957         | 1967         | 6    | 6    | 1      | 13    |
| Eddy Merckx        | 1968         | 1975         | 5    | 6    | 1      | 12    |
| Felice Gimondi     | 1965         | 1976         | 9    | 2    | 1      | 12    |
| Bernard Hinault    | 1978         | 1986         | 3    | 7    | 2      | 12    |
| Chris Froome       | 2011         | 2018         | 1    | 6    | 4      | 11    |
| Vincenzo Nibali    | 2010         | 2019         | 6    | 2    | 3      | 11    |
| Gino Bartali       | 1936         | 1950         | 7    | 3    | -      | 10    |
| Raymond Poulidor   | 1962         | 1976         | -    | 8    | 2      | 10    |
| Fausto Coppi       | 1940         | 1955         | 7    | 2    | -      | 9     |
| Miguel Induráin    | 1991         | 1995         | 3    | 5    | 1      | 9     |
| Alejandro Valverde | 2003         | 2019         | 1    | 1    | 7      | 9     |
| Joop Zoetemelk     | 1970         | 1982         | -    | 7    | 1      | 8     |
| Pedro Delgado      | 1985         | 1994         | -    | 3    | 5      | 8     |
| Primož Roglič      | 2019         | 2024         | 2    | 1    | 5      | 8     |
| Tadej Pogačar      | 2019         | 2025         | 1    | 6    | 1      | 8     |
| Charly Gaul        | 1955         | 1961         | 4    | 3    | -      | 7     |
| Jan Ullrich        | 1996         | 2003         | -    | 6    | 1      | 7     |
| Roberto Heras      | 1999         | 2005         | -    | -    | 7      | 7     |
| Gilberto Simoni    | 1999         | 2006         | 7    | -    | -      | 7     |
| Alberto Contador   | 2007         | 2015         | 2    | 2    | 3      | 7     |
| Gustave Garrigou   | 1907         | 1913         | -    | 6    | -      | 6     |
| Giovanni Brunero   | 1921         | 1927         | 6    | -    | -      | 6     |
| Bartolomeo Aymo    | 1921         | 1928         | 4    | 2    | -      | 6     |
| Alfredo Binda      | 1925         | 1933         | 6    | -    | -      | 6     |
| Luis Ocaña         | 1969         | 1976         | -    | 1    | 5      | 6     |
| Francesco Moser    | 1977         | 1986         | 6    | -    | -      | 6     |
| Laurent Fignon     | 1983         | 1989         | 2    | 3    | 1      | 6     |
| Greg LeMond        | 1984         | 1990         | 1    | 5    | -      | 6     |
| Claudio Chiappucci | 1990         | 1993         | 3    | 3    | -      | 6     |
| Tony Rominger      | 1992         | 1996         | 1    | 1    | 4      | 6     |
| Carlos Sastre      | 2005         | 2009         | 1    | 2    | 3      | 6     |
| Nairo Quintana     | 2013         | 2017         | 2    | 3    | 1      | 6     |
| Jonas Vingegaard   | 2021         | 2025         | -    | 5    | 1      | 6     |
| Jean Alavoine      | 1909         | 1922         | 1    | 4    | -      | 5     |
| Fiorenzo Magni     | 1948         | 1956         | 5    | -    | -      | 5     |
| Louison Bobet      | 1950         | 1957         | 1    | 4    | -      | 5     |
| José Pérez-Francés | 1961         | 1968         | -    | 1    | 4      | 5     |
| Lucien van Impe    | 1971         | 1981         | -    | 5    | -      | 5     |
| Marco Pantani      | 1994         | 1998         | 2    | 3    | -      | 5     |
| Geraint Thomas     | 2018         | 2024         | 2    | 3    | -      | 5     |
| Alex Zülle         | 1993         | 1999         | -    | 2    | 3      | 5     |
| Ivan Basso         | 2004         | 2010         | 3    | 2    | -      | 5     |
| Cadel Evans        | 2007         | 2013         | 1    | 3    | 1      | 5     |
| Joaquim Rodríguez  | 2010         | 2015         | 1    | 1    | 3      | 5     |
| Richard Carapaz    | 2019         | 2025         | 3    | 1    | 1      | 5     |

Tres ciclistas han logrado hacer cuatro podios en las tres Grandes Vueltas de forma consecutiva:
- Eddy Merckx: Giro de Italia 1972 (21/05 - 11/06), Tour de Francia 1972 (02/07 - 25/07), Vuelta a España 1973 (26/04 - 13/05) y Giro de Italia 1973 (18/05 - 09/06)
- Gino Bartali: Tour de Francia 1948 (30/06 - 25/07), Giro de Italia 1949 (21/05 - 12/06), Tour de Francia 1949 (30/06 - 24/07) y Giro de Italia 1950 (24/05 - 13/06)
- Chris Froome: Tour de Francia 2017 (01/07 - 23/07), Vuelta a España 2017 (19/08 - 10/09), Giro de Italia 2018 (04/05 - 27/05) y Tour de Francia 2018 (07/07 - 29/07)

Cuatro ciclistas han logrado hacer tres podios en las Grandes Vueltas de forma consecutiva:
- Fausto Coppi: Giro de Italia 1952 (17/05 - 08/06), Tour de Francia 1952 (25/06 - 19/07) y Giro de Italia 1953 (12/05 - 02/06)
- Bernard Hinault: Giro de Italia 1982 (13/05 - 04/06), Tour de Francia 1982 (02/07 - 25/07) y Vuelta a España 1983 (19/04 - 8/05)
- Carlos Sastre: Tour de Francia 2008 (05/07 - 27/07), Vuelta a España 2008 (30/08 - 21/09) y Giro de Italia 2009 (09/05 - 31/05)
- Nairo Quintana: Tour de Francia 2016 (02/07 - 24/07), Vuelta a España 2016 (20/08 - 11/09) y Giro de Italia 2017 (05/05 - 28/05)

### Ganadores de etapa en las tres Grandes Vueltas
El primer ciclista que logró victorias de etapa en las tres Grandes Vueltas fue el italiano Fiorenzo Magni quien lo logró en 1955, tras obtener victorias de etapa en la Vuelta a España y haberlo conseguido con anterioridad en el Giro de Italia de 1948 y en el Tour de Francia de 1949.
Desde entonces, otros muchos corredores han logrado victorias en las tres Grandes Vueltas, destacándose Eddy Merckx con 64, Mario Cipollini con 57, y Mark Cavendish con 55. El 25 de octubre de 2020 durante la temporada 2020 el español Ion Izagirre en la Vuelta a España 2020 al ganar la etapa 6 fue el centésimo ciclista que ha logrado este hito. Actualmente son 114 ciclistas los que han ganado etapa en las tres Grandes Vueltas y son los siguientes:
| Pos. | Ciclista                 | Giro | Tour | Vuelta | Total | Fecha de finalización |
| ---- | ------------------------ | ---- | ---- | ------ | ----- | --------------------- |
| 1    | Fiorenzo Magni           | 6    | 7    | 3      | 16    | 29/04/1955            |
| 2    | Bernardo Ruiz            | 1    | 2    | 3      | 6     | 24/05/1955            |
| 3    | Rik Van Steenbergen      | 15   | 4    | 6      | 25    | 26/04/1956            |
| 4    | Hugo Koblet              | 7    | 5    | 1      | 13    | 04/05/1956            |
| 5    | Miguel Poblet            | 20   | 3    | 3      | 26    | 22/05/1956            |
| 6    | Nino Defilippis          | 9    | 7    | 2      | 18    | 16/07/1956            |
| 7    | Pierino Baffi            | 4    | 5    | 4      | 13    | 04/07/1957            |
| 8    | Federico Bahamontes      | 1    | 7    | 3      | 11    | 09/07/1958            |
| 9    | Jean Stablinski          | 2    | 5    | 3      | 10    | 31/05/1960            |
| 10   | Guido Carlesi            | 7    | 2    | 1      | 10    | 05/07/1961            |
| 11   | Rino Benedetti           | 4    | 1    | 1      | 6     | 15/07/1962            |
| 12   | Jacques Anquetil         | 5    | 16   | 1      | 22    | 01/05/1963            |
| 13   | Rik Van Looy             | 12   | 7    | 18     | 37    | 24/06/1963            |
| 14   | Seamus Elliott           | 1    | 1    | 2      | 4     | 25/06/1963            |
| 15   | Julio Jiménez            | 4    | 5    | 3      | 12    | 19/05/1966            |
| 16   | Rudi Altig               | 4    | 8    | 6      | 18    | 24/05/1966            |
| 17   | Felice Gimondi           | 7    | 7    | 1      | 15    | 11/05/1968            |
| 18   | Guido Reybrouck          | 3    | 6    | 4      | 13    | 23/05/1968            |
| 19   | Edward Sels              | 1    | 7    | 2      | 10    | 24/05/1968            |
| 20   | Walter Godefroot         | 1    | 10   | 2      | 13    | 06/05/1971            |
| 21   | José Manuel Fuente       | 9    | 2    | 3      | 14    | 09/05/1972            |
| 22   | Ercole Gualazzini        | 4    | 2    | 1      | 7     | 04/07/1972            |
| 23   | Eddy Merckx              | 24   | 34   | 6      | 64    | 26/04/1973            |
| 24   | Gerben Karstens          | 1    | 6    | 14     | 14    | 24/05/1973            |
| 25   | Rik Van Linden           | 9    | 4    | 2      | 15    | 26/04/1974            |
| 26   | Marino Basso             | 15   | 6    | 6      | 27    | 26/04/1975            |
| 27   | Vicente López            | 1    | 3    | 1      | 5     | 12/05/1976            |
| 28   | Miguel María Lasa        | 4    | 2    | 6      | 12    | 29/06/1976            |
| 29   | Freddy Maertens          | 7    | 15   | 13     | 35    | 20/05/1977            |
| 30   | Michel Pollentier        | 1    | 3    | 2      | 6     | 11/06/1977            |
| 31   | Dietrich Thurau          | 2    | 6    | 5      | 13    | 07/05/1978            |
| 32   | Bernard Hinault          | 6    | 28   | 7      | 41    | 30/05/1980            |
| 33   | Giovanni Battaglin       | 4    | 1    | 1      | 6     | 29/04/1981            |
| 34   | Lucien Van Impe          | 1    | 9    | 1      | 11    | 23/05/1983            |
| 35   | Francesco Moser          | 23   | 2    | 2      | 27    | 17/04/1984            |
| 36   | Roger De Vlaeminck       | 22   | 1    | 1      | 24    | 25/04/1984            |
| 37   | Laurent Fignon           | 2    | 9    | 2      | 13    | 08/06/1984            |
| 38   | Guido Bontempi           | 16   | 6    | 4      | 26    | 09/07/1986            |
| 39   | Eddy Planckaert          | 1    | 2    | 10     | 13    | 26/05/1987            |
| 40   | Robert Millar            | 1    | 3    | 1      | 5     | 12/06/1987            |
| 41   | Lucho Herrera            | 3    | 3    | 2      | 8     | 02/06/1989            |
| 42   | Jean François Bernard    | 4    | 3    | 1      | 8     | 08/05/1990            |
| 43   | Marino Lejarreta         | 2    | 1    | 5      | 8     | 15/07/1990            |
| 44   | Charly Mottet            | 1    | 3    | 2      | 6     | 16/07/1990            |
| 45   | Jean-Paul van Poppel     | 4    | 9    | 9      | 22    | 04/05/1991            |
| 46   | Massimo Ghirotto         | 3    | 2    | 1      | 6     | 04/06/1991            |
| 47   | Erik Breukink            | 2    | 4    | 1      | 7     | 03/05/1992            |
| 48   | Thierry Marie            | 1    | 6    | 1      | 8     | 24/05/1992            |
| 49   | Jesper Skibby            | 1    | 1    | 3      | 5     | 08/07/1993            |
| 50   | Tony Rominger            | 5    | 3    | 13     | 21    | 14/07/1993            |
| 51   | Laudelino Cubino         | 2    | 1    | 3      | 6     | 28/05/1994            |
| 52   | Dzhamolidin Abduzhaparov | 1    | 9    | 7      | 17    | 31/05/1994            |
| 53   | Oliverio Rincón          | 1    | 1    | 2      | 4     | 27/05/1995            |
| 54   | Serguei Outschakov       | 2    | 1    | 2      | 5     | 15/07/1995            |
| 55   | Nicola Minali            | 2    | 3    | 7      | 12    | 03/09/1995            |
| 56   | Fabio Baldato            | 4    | 2    | 2      | 8     | 12/09/1996            |
| 57   | Dmitri Konyshev          | 4    | 4    | 1      | 9     | 25/09/1996            |
| 58   | Gianni Bugno             | 9    | 4    | 2      | 15    | 27/09/1996            |
| 59   | Ján Svorada              | 5    | 3    | 3      | 11    | 16/09/1997            |
| 60   | Alex Zülle               | 3    | 2    | 9      | 14    | 16/05/1998            |
| 61   | Jeroen Blijlevens        | 2    | 4    | 5      | 11    | 17/05/1999            |
| 62   | Laurent Jalabert         | 3    | 4    | 18     | 25    | 18/05/1999            |
| 63   | Marcel Wüst              | 1    | 1    | 12     | 14    | 05/07/2000            |
| 64   | Mario Cipollini          | 42   | 12   | 3      | 57    | 09/09/2002            |
| 65   | Alessandro Petacchi      | 22   | 6    | 20     | 48    | 06/07/2003            |
| 66   | Gilberto Simoni          | 7    | 1    | 2      | 10    | 20/07/2003            |
| 67   | Pablo Lastras            | 1    | 1    | 3      | 5     | 25/07/2003            |
| 68   | Aitor González           | 3    | 1    | 3      | 7     | 18/07/2004            |
| 69   | Paolo Bettini            | 2    | 1    | 5      | 8     | 13/09/2005            |
| 70   | Thor Hushovd             | 1    | 10   | 3      | 14    | 19/05/2007            |
| 71   | Daniele Bennati          | 3    | 2    | 6      | 11    | 12/05/2008            |
| 72   | Denis Menshov            | 2    | 1    | 5      | 8     | 13/05/2009            |
| 73   | Juan Manuel Gárate       | 1    | 1    | 1      | 3     | 25/07/2009            |
| 74   | Simon Gerrans            | 1    | 2    | 1      | 4     | 08/09/2009            |
| 75   | Mark Cavendish           | 17   | 35   | 3      | 55    | 09/09/2010            |
| 76   | David Millar             | 1    | 4    | 5      | 10    | 29/05/2011            |
| 77   | Philippe Gilbert         | 3    | 1    | 7      | 11    | 02/07/2011            |
| 78   | Tyler Farrar             | 2    | 1    | 3      | 6     | 04/07/2011            |
| 79   | André Greipel            | 7    | 11   | 4      | 22    | 12/07/2011            |
| 80   | Joaquim Rodríguez        | 2    | 3    | 9      | 14    | 15/05/2012            |
| 81   | Marcel Kittel            | 4    | 14   | 1      | 19    | 10/05/2014            |
| 82   | Alejandro Valverde       | 1    | 4    | 12     | 17    | 24/05/2016            |
| 83   | Tom Dumoulin             | 4    | 3    | 2      | 9     | 10/07/2016            |
| 84   | Michael Matthews         | 3    | 4    | 3      | 10    | 12/07/2016            |
| 85   | Nairo Quintana           | 3    | 3    | 2      | 8     | 29/08/2016            |
| 86   | Fabio Aru                | 3    | 1    | 2      | 6     | 05/07/2017            |
| 87   | Vincenzo Nibali          | 6    | 6    | 1      | 13    | 21/08/2017            |
| 88   | Matteo Trentin           | 1    | 3    | 4      | 8     | 22/08/2017            |
| 89   | Thomas De Gendt          | 2    | 2    | 1      | 5     | 08/09/2017            |
| 90   | Chris Froome             | 2    | 7    | 5      | 14    | 19/05/2018            |
| 91   | John Degenkolb           | 1    | 1    | 10     | 12    | 15/07/2018            |
| 92   | Rohan Dennis             | 1    | 1    | 2      | 4     | 25/08/2018            |
| 93   | Thibaut Pinot            | 1    | 3    | 2      | 6     | 09/09/2018            |
| 94   | Elia Viviani             | 5    | 1    | 3      | 9     | 09/07/2019            |
| 95   | Caleb Ewan               | 5    | 5    | 1      | 11    | 17/07/2019            |
| 96   | Simon Yates              | 6    | 3    | 2      | 11    | 18/07/2019            |
| 97   | Primož Roglič            | 4    | 3    | 15     | 22    | 03/09/2019            |
| 98   | Sam Bennett              | 3    | 2    | 5      | 10    | 08/09/2020            |
| 99   | Peter Sagan              | 2    | 12   | 4      | 18    | 13/10/2020            |
| 100  | Ion Izagirre             | 1    | 2    | 1      | 4     | 25/10/2020            |
| 101  | Dan Martin               | 1    | 2    | 2      | 5     | 26/05/2021            |
| 102  | Matej Mohorič            | 1    | 3    | 1      | 5     | 02/07/2021            |
| 103  | Rigoberto Urán           | 2    | 1    | 1      | 4     | 07/09/2022            |
| 104  | Mads Pedersen            | 5    | 2    | 3      | 10    | 11/05/2023            |
| 105  | Magnus Cort              | 1    | 2    | 6      | 9     | 16/05/2023            |
| 106  | Lennard Kämna            | 1    | 1    | 1      | 3     | 03/09/2023            |
| 107  | Tadej Pogačar            | 6    | 21   | 3      | 30    | 05/05/2024            |
| 108  | Julian Alaphilippe       | 1    | 6    | 1      | 8     | 16/05/2024            |
| 109  | Remco Evenepoel          | 5    | 2    | 2      | 9     | 05/07/2024            |
| 110  | Richard Carapaz          | 4    | 1    | 3      | 8     | 17/07/2024            |
| 111  | Ben O'Connor             | 1    | 2    | 1      | 4     | 22/08/2024            |
| 112  | Wout van Aert            | 1    | 10   | 3      | 14    | 18/05/2025            |
| 113  | Tim Wellens              | 2    | 1    | 2      | 5     | 20/07/2025            |
| 114  | Kaden Groves             | 2    | 1    | 7      | 10    | 26/07/2025            |

Solamente tres ciclistas han conseguido ganar etapas en las tres Grandes Vueltas el mismo año:
- Miguel Poblet en 1956: 4 etapas del Giro de Italia, 1 del Tour de Francia y 3 de la Vuelta a España.
- Pierino Baffi en 1958: 1 etapa del Giro de Italia, 3 del Tour de Francia y 2 de la Vuelta a España.
- Alessandro Petacchi en 2003: 6 etapas del Giro de Italia, 4 del Tour de Francia y 5 de la Vuelta a España.

### Máximos ganadores de etapas en las Grandes Vueltas
- Corredores con hasta 10 victorias de etapa en total en las tres Grandes Vueltas.
- Actualizado a 27 de julio de 2025.
- Los ciclistas que aparecen en negrita siguen en activo.

| Nombre                   | País            | Giro | Tour | Vuelta | Total |
| ------------------------ | --------------- | ---- | ---- | ------ | ----- |
| Eddy Merckx              | Bélgica         | 24   | 34   | 6      | 64    |
| Mario Cipollini          | Italia          | 42   | 12   | 3      | 57    |
| Mark Cavendish           | Reino Unido     | 17   | 35   | 3      | 55    |
| Alessandro Petacchi      | Italia          | 22   | 6    | 20     | 48    |
| Alfredo Binda            | Italia          | 41   | 2    | -      | 43    |
| Bernard Hinault          | Francia         | 6    | 28   | 7      | 41    |
| Learco Guerra            | Italia          | 31   | 8    | -      | 39    |
| Delio Rodríguez          | España          | -    | -    | 39     | 39    |
| Rik Van Looy             | Bélgica         | 12   | 7    | 18     | 37    |
| Freddy Maertens          | Bélgica         | 7    | 15   | 13     | 35    |
| Fausto Coppi             | Italia          | 22   | 9    | -      | 31    |
| Costante Girardengo      | Italia          | 30   | -    | -      | 30    |
| Tadej Pogačar            | Eslovenia       | 6    | 21   | 3      | 30    |
| Gino Bartali             | Italia          | 17   | 12   | -      | 29    |
| Marino Basso             | Italia          | 15   | 6    | 6      | 27    |
| Francesco Moser          | Italia          | 23   | 2    | 2      | 27    |
| Guido Bontempi           | Italia          | 16   | 6    | 4      | 26    |
| Raffaele Di Paco         | Italia          | 15   | 11   | -      | 26    |
| Miguel Poblet            | España          | 20   | 3    | 3      | 26    |
| Franco Bitossi           | Italia          | 21   | 4    | -      | 25    |
| Laurent Jalabert         | Francia         | 3    | 4    | 18     | 25    |
| André Leducq             | Francia         | -    | 25   | -      | 25    |
| Rik Van Steenbergen      | Bélgica         | 15   | 4    | 6      | 25    |
| Roger De Vlaeminck       | Bélgica         | 22   | 1    | 1      | 24    |
| Robbie McEwen            | Australia       | 12   | 12   | -      | 24    |
| Giuseppe Saronni         | Italia          | 24   | -    | -      | 24    |
| André Darrigade          | Francia         | 1    | 22   | -      | 23    |
| Jacques Anquetil         | Francia         | 5    | 16   | 1      | 22    |
| Jean Paul van Poppel     | Países Bajos    | 4    | 9    | 9      | 22    |
| André Greipel            | Alemania        | 7    | 11   | 4      | 22    |
| Primož Roglič            | Eslovenia       | 4    | 3    | 15     | 22    |
| Charly Gaul              | Luxemburgo      | 11   | 10   | -      | 21    |
| Sean Kelly               | Irlanda         | -    | 5    | 16     | 21    |
| Nicolas Frantz           | Luxemburgo      | -    | 20   | -      | 20    |
| Gerben Karstens          | Países Bajos    | 1    | 6    | 13     | 20    |
| Giuseppe Olmo            | Italia          | 20   | -    | -      | 20    |
| Tony Rominger            | Suiza           | 5    | 3    | 12     | 20    |
| Erik Zabel               | Alemania        | -    | 12   | 8      | 20    |
| Jean Alavoine            | Francia         | 2    | 17   | -      | 19    |
| François Faber           | Luxemburgo      | -    | 19   | -      | 19    |
| Marcel Kittel            | Alemania        | 4    | 14   | 1      | 19    |
| Nino Defilippis          | Italia          | 9    | 7    | 2      | 18    |
| Peter Sagan              | Eslovaquia      | 2    | 12   | 4      | 18    |
| Alejandro Valverde       | España          | 1    | 4    | 12     | 17    |
| Djamolidine Abdoujaparov | Uzbekistán      | 1    | 9    | 7      | 17    |
| Rudi Altig               | Alemania        | 2    | 8    | 6      | 16    |
| Urs Freuler              | Suiza           | 15   | 1    | -      | 16    |
| Miguel Induráin          | España          | 4    | 12   | -      | 16    |
| René Le Grevès           | Francia         | -    | 16   | -      | 16    |
| Fiorenzo Magni           | Italia          | 6    | 7    | 3      | 16    |
| Marco Pantani            | Italia          | 8    | 8    | -      | 16    |
| Charles Pelissier        | Francia         | -    | 16   | -      | 16    |
| Moreno Argentin          | Italia          | 13   | 2    | -      | 15    |
| Gianni Bugno             | Italia          | 9    | 4    | 2      | 15    |
| Rik Van Linden           | Bélgica         | 9    | 4    | 2      | 15    |
| Vincenzo Nibali          | Italia          | 7    | 6    | 2      | 15    |
| Joaquim Rodríguez        | España          | 2    | 3    | 9      | 14    |
| Felice Gimondi           | Italia          | 6    | 7    | 1      | 14    |
| Thor Hushovd             | Noruega         | 1    | 10   | 3      | 14    |
| Marcel Wüst              | Alemania        | 1    | 1    | 12     | 14    |
| Alex Zülle               | Suiza           | 3    | 2    | 9      | 14    |
| Chris Froome             | Reino Unido     | 2    | 7    | 5      | 14    |
| Wout van Aert            | Bélgica         | 1    | 10   | 3      | 14    |
| Pierino Baffi            | Italia          | 4    | 5    | 4      | 13    |
| José Manuel Fuente       | España          | 8    | 2    | 3      | 13    |
| Walter Godefroot         | Bélgica         | 1    | 10   | 2      | 13    |
| Hugo Koblet              | Suiza           | 7    | 5    | 1      | 13    |
| Guido Reybrouck          | Bélgica         | 3    | 6    | 4      | 13    |
| Philippe Thys            | Bélgica         | -    | 13   | -      | 13    |
| Joop Zoetemelk           | Países Bajos    | -    | 10   | 3      | 13    |
| Laurent Fignon           | Francia         | 2    | 9    | 2      | 13    |
| Jasper Philipsen         | Bélgica         | -    | 10   | 3      | 13    |
| Louis Trousselier        | Francia         | -    | 12   | -      | 12    |
| Vittorio Adorni          | Italia          | 11   | -    | 1      | 12    |
| Julián Berrendero        | España          | -    | 1    | 11     | 12    |
| Louison Bobet            | Francia         | 1    | 11   | -      | 12    |
| Michele Dancelli         | Italia          | 11   | 1    | -      | 12    |
| Roberto Heras            | España          | 1    | 1    | 10     | 12    |
| Julio Jiménez            | España          | 4    | 5    | 3      | 12    |
| Nicola Minali            | Italia          | 2    | 3    | 7      | 12    |
| Eddy Planckaert          | Bélgica         | -    | 2    | 10     | 12    |
| John Degenkolb           | Alemania        | 1    | 1    | 10     | 12    |
| Jean Aerts               | Bélgica         | -    | 11   | -      | 11    |
| Maurice Archambaud       | Francia         | 1    | 10   | -      | 11    |
| Federico Bahamontes      | España          | 1    | 7    | 3      | 11    |
| Philippe Gilbert         | Bélgica         | 3    | 1    | 7      | 11    |
| Daniele Bennati          | Italia          | 3    | 2    | 6      | 11    |
| Caleb Ewan               | Australia       | 5    | 5    | 1      | 11    |
| Jeroen Blijlevens        | Países Bajos    | 2    | 4    | 5      | 11    |
| Fabian Cancellara        | Suiza           | -    | 8    | 3      | 11    |
| Óscar Freire             | España          | -    | 4    | 7      | 11    |
| Miguel María Lasa        | España          | 3    | 2    | 6      | 11    |
| Gastone Nencini          | Italia          | 7    | 4    | -      | 11    |
| Txomin Perurena          | España          | -    | -    | 11     | 11    |
| Gilberto Simoni          | Italia          | 8    | 1    | 2      | 11    |
| Jean Stablinski          | Francia         | 2    | 5    | 4      | 11    |
| Ján Svorada              | República Checa | 5    | 3    | 3      | 11    |
| Agustín Tamames          | España          | -    | -    | 11     | 11    |
| Simon Yates              | Reino Unido     | 6    | 3    | 2      | 11    |
| Giovanni Corrieri        | Italia          | 7    | 3    | -      | 10    |
| Arnaud Démare            | Francia         | 8    | 2    | -      | 10    |
| Barry Hoban              | Reino Unido     | -    | 8    | 2      | 10    |
| Gerrie Knetemann         | Países Bajos    | -    | 10   | -      | 10    |
| Antonin Magne            | Francia         | -    | 10   | -      | 10    |
| David Millar             | Reino Unido     | 1    | 4    | 5      | 10    |
| Henri Pelissier          | Francia         | -    | 10   | -      | 10    |
| Jan Raas                 | Países Bajos    | -    | 10   | -      | 10    |
| Edward Sels              | Bélgica         | 1    | 7    | 2      | 10    |
| Lucien van Impe          | Bélgica         | 1    | 9    | -      | 10    |
| Sam Bennett              | Irlanda         | 3    | 2    | 5      | 10    |
| Michael Matthews         | Australia       | 3    | 4    | 3      | 10    |
| Mads Pedersen            | Dinamarca       | 5    | 2    | 3      | 10    |
| Kaden Groves             | Australia       | 2    | 1    | 7      | 10    |

### Ganadores de tres o más clasificaciones en una Gran Vuelta
Solo un corredor ha logrado ganar el mismo año la clasificación general, por puntos, de la montaña y de la combatividad de una Gran Vuelta:
- Eddy Merckx, en el Tour de Francia 1969

Solo un corredor ha logrado ganar el mismo año la clasificación general, de la montaña y de la combatividad en una Gran Vuelta:
- Eddy Merckx, en el Tour de Francia 1970

Solo tres corredores han logrado ganar el mismo año la clasificación general, por puntos y de la montaña de una Gran Vuelta:
- Eddy Merckx, en el Giro de Italia 1968
- Tony Rominger, en la Vuelta a España 1993
- Laurent Jalabert, en la Vuelta a España 1995

Solo un corredor ha logrado ganar el mismo año la clasificación general, de la montaña y de los jóvenes en una Gran Vuelta:
- Tadej Pogačar, en el Tour de Francia 2020 y 2021

### Récords de jersey de la montaña
| Ciclista            | País    | Total | Giro de Italia                               | Tour de Francia                              | Vuelta a España |
| ------------------- | ------- | ----- | -------------------------------------------- | -------------------------------------------- | --------------- |
| Federico Bahamontes | España  | 9     | 1 (1956)                                     | 6 (1954, 1958, 1959, 1962, 1963, 1964)       | 2 (1957, 1958)  |
| Gino Bartali        | Italia  | 9     | 7 (1935, 1936, 1937, 1939, 1940, 1946, 1947) | 2 (1938, 1948)                               | -               |
| Lucien van Impe     | Bélgica | 8     | 2 (1982, 1983)                               | 6 (1971, 1972, 1975, 1977, 1981, 1983)       | -               |
| Richard Virenque    | Francia | 7     | -                                            | 7 (1994, 1995, 1996, 1997, 1999, 2003, 2004) | -               |

El triplete de jerséis de la montaña en Tour/Giro/Vuelta durante una carrera deportiva ha sido conseguida por dos ciclistas: Federico Bahamontes y Luis Herrera.

### Récords de jersey por puntos
| Ciclista         | País       | Total | Giro de Italia | Tour de Francia                              | Vuelta a España            |
| ---------------- | ---------- | ----- | -------------- | -------------------------------------------- | -------------------------- |
| Erik Zabel       | Alemania   | 9     | -              | 6 (1996, 1997, 1998, 1999, 2000, 2001)       | 3 (2002, 2003, 2004)       |
| Sean Kelly       | Irlanda    | 8     | -              | 4 (1982, 1983, 1985, 1989)                   | 4 (1980, 1985, 1986, 1988) |
| Peter Sagan      | Eslovaquia | 8     | 1 (2021)       | 7 (2012, 2013, 2014, 2015, 2016, 2018, 2019) | -                          |
| Laurent Jalabert | Francia    | 7     | 1 (1999)       | 2 (1992, 1995)                               | 4 (1994, 1995, 1996, 1997) |
| Eddy Merckx      | Bélgica    | 6     | 2 (1968, 1973) | 3 (1969, 1971, 1972)                         | 1 (1973)                   |

El triplete de jerséis por puntos en Tour/Giro/Vuelta durante una carrera deportiva ha sido conseguida por cinco ciclistas: Eddy Merckx, Djamolidine Abdoujaparov, Laurent Jalabert, Alessandro Petacchi y Mark Cavendish.

### Récords de jersey del mejor joven
| Ciclista           | País       | Total | Giro de Italia | Tour de Francia            | Vuelta a España |
| ------------------ | ---------- | ----- | -------------- | -------------------------- | --------------- |
| Tadej Pogačar      | Eslovenia  | 5     | -              | 4 (2020, 2021, 2022, 2023) | 1 (2019)        |
| Andy Schleck       | Luxemburgo | 4     | 1 (2007)       | 3 (2008, 2009, 2010)       | -               |
| Jan Ullrich        | Alemania   | 3     | -              | 3 (1996, 1997, 1998)       | -               |
| Nairo Quintana     | Colombia   | 3     | 1 (2014)       | 2 (2013, 2015)             | -               |
| Miguel Ángel López | Colombia   | 3     | 2 (2018, 2019) | -                          | 1 (2017)        |

El doblete Tour/Giro durante una carrera deportiva ha sido conseguido por tres ciclistas: Andy Schleck, Nairo Quintana y Egan Bernal.
El doblete Tour/Vuelta durante una carrera deportiva ha sido conseguido por un ciclista: Tadej Pogačar.
El doblete Giro/Vuelta durante una carrera deportiva ha sido conseguido por un ciclista: Miguel Ángel López.
El jersey de mejor joven en el Tour de Francia se otorga desde 1975. El del Giro de Italia se otorgó originalmente a partir de 1976, aunque se interrumpió en 1994; se retomó en 2007 y lo hace regularmente desde entonces. En la Vuelta a España, la clasificación como tal existe desde 2017, pero su identificación con el jersey blanco fue implementada a partir de la edición de 2019.

### Ciclistas que han vestido los tres maillots de líder de la general
El primer ciclista en conseguir vestir los 3 maillots de líder de las tres grandes vuelta fue el belga Rik Van Steenbergen el 26 de abril de 1956. Desde entonces, otros muchos corredores han logrado liderar al menos una jornada las tres Grandes Vueltas, destacándose Eddy Merckx con 207 días de líder, Bernard Hinault con 130, y Jacques Anquetil con 113. Actualmente son 25 ciclistas los que han han liderado la clasificación general, al menos durante un día, en las tres Grandes Vueltas y son los siguientes:
| Pos. | Ciclista            | Días líder Giro | Días líder Tour | Días líder Vuelta | Total | Fecha de finalización |
| ---- | ------------------- | --------------- | --------------- | ----------------- | ----- | --------------------- |
| 1    | Rik Van Steenbergen | 8               | 2               | 1                 | 11    | 26/04/1956            |
| 2    | Raphaël Géminiani   | 3               | 4               | 3                 | 10    | 08/07/1958            |
| 3    | Jacques Anquetil    | 44              | 52              | 17                | 113   | 01/05/1963            |
| 4    | Rik Van Looy        | 1               | 2               | 13                | 16    | 22/06/1965            |
| 5    | Felice Gimondi      | 26              | 20              | 5                 | 51    | 28/05/1968            |
| 6    | Eddy Merckx         | 84              | 111             | 12                | 207   | 26/04/1973            |
| 7    | Freddy Maertens     | 6               | 10              | 22                | 38    | 20/05/1977            |
| 8    | Bernard Hinault     | 34              | 79              | 17                | 130   | 20/05/1980            |
| 9    | Francesco Moser     | 57              | 7               | 7                 | 71    | 17/04/1984            |
| 10   | Thierry Marie       | 2               | 7               | 1                 | 10    | 24/05/1992            |
| 11   | Miguel Induráin     | 30              | 60              | 4                 | 94    | 26/05/1992            |
| 12   | Alex Zülle          | 12              | 4               | 50                | 66    | 16/05/1998            |
| 13   | Laurent Jalabert    | 8               | 4               | 25                | 37    | 19/05/1999            |
| 14   | Bradley McGee       | 2               | 3               | 4                 | 9     | 28/08/2005            |
| 15   | Alberto Contador    | 37 23           | 17              | 28                | 82 68 | 13/09/2008            |
| 16   | Cadel Evans         | 6               | 8               | 1                 | 15    | 06/09/2009            |
| 17   | David Millar        | 2               | 3               | 3                 | 8     | 09/05/2011            |
| 18   | Bradley Wiggins     | 1               | 14              | 4                 | 19    | 07/07/2012            |
| 19   | Vincenzo Nibali     | 18              | 19              | 20                | 57    | 06/07/2014            |
| 20   | Mark Cavendish      | 4               | 1               | 2                 | 7     | 02/07/2016            |
| 21   | Fabio Aru           | 1               | 2               | 7                 | 10    | 13/07/2017            |
| 22   | Rohan Dennis        | 4               | 1               | 2                 | 7     | 05/05/2018            |
| 23   | Chris Froome        | 3               | 59              | 21                | 83    | 25/05/2018            |
| 24   | Primož Roglič       | 9               | 11              | 42                | 62    | 06/09/2020            |
| 25   | Richard Carapaz     | 14              | 1               | 5                 | 20    | 01/07/2024            |

### Reto Géminiani
El "reto Géminiani" tiene el nombre del primer ciclista (el francés Raphaël Géminiani) que consiguió hacer top 10 en las tres Grandes Vueltas durante el mismo año. Hasta el momento dos corredores lo han logrado:
- Raphaël Géminiani en el año 1955, haciendo 3.º en la Vuelta, 4.º en el Giro y 6.º en el Tour.
- Gastone Nencini en el año 1957, haciendo 9.º en la Vuelta, 1.º en el Giro y 6.º  en el Tour.

Solamente 36 ciclistas han finalizado las tres Grandes Vueltas en un año. Gastone Nencini y Sepp Kuss son los únicos ciclistas en participar en las tres Grandes Vueltas en un mismo año y ganar alguna de ellas (Giro de Italia 1957 y Vuelta a España 2023, respectivamente). En el siglo XXI, el ciclista que más cerca se quedó de completar el reto Géminiani fue Alejandro Valverde quién, tras un 3.º puesto en el Giro de Italia y un 6.º puesto en el Tour de Francia, finalizó 12.º la Vuelta a España 2016, a menos de dos minutos del 10.º puesto general final.

### Más carreras empezadas
El ciclista con más participaciones en Grandes Vueltas es Matteo Tosatto con 34, de las cuales finalizó 28, siendo también el ciclista con más Grandes Vueltas finalizadas.
| Ciclista            | Giro | Tour | Vuelta | Total |
| ------------------- | ---- | ---- | ------ | ----- |
| Matteo Tosatto      | 13   | 12   | 9      | 34    |
| Alessandro Petacchi | 14   | 7    | 11     | 32    |
| Alejandro Valverde  | 2    | 14   | 16     | 32    |
| Luis León Sánchez   | 5    | 12   | 14     | 31    |

## Grandes Vueltas femeninas
En el ciclismo femenino históricamente las Grandes Vueltas eran consideradas el Giro de Italia femenino (en Italia), el Tour de l'Aude Femenino (en Francia, desaparecida en 2011) y la Grande Boucle (en Francia, desaparecida en 2010 y durante sus últimos años habiendo sido recalificada de categoría incluso a amateur por sus problemas económicos), debido a que históricamente han sido las únicas competiciones ciclistas femeninas de más de una semana (aunque la Grande Boucle bajase en sus últimas ediciones hasta solo los 4-6 días).
Debido a la desaparición de las dos pruebas francesas mencionadas anteriormente, La Route de France con entre 8 y 9 etapas, fue considerada la sustituta directa de esas dos carreras. Sin embargo, no ha obtenido el prestigio de aquellas, ya que se creó en 2006, y se cancelaron las ediciones 2017 y 2018, y el organizador anunció oficialmente su retirada definitiva del mundo del ciclismo femenino internacional y renunció a cualquier nueva edición de la carrera.
Para el año 2022 la Amaury Sport Organisation decidió el relanzamiento del Tour de Francia Femenino y el año 2023 impulsó el lanzamiento de la primera Vuelta a España Femenina considerándose actualmente también grandes vueltas del ciclismo femenino.

### Ganadoras por año
| Año  | Vuelta a España      | Giro de Italia       | Tour de Francia        |
| ---- | -------------------- | -------------------- | ---------------------- |
| 2016 |                      | Megan Guarnier       |                        |
| 2017 | Anna van der Breggen |                      |                        |
| 2018 | Annemiek van Vleuten |                      |                        |
| 2019 | Annemiek van Vleuten |                      |                        |
| 2020 | Anna van der Breggen |                      |                        |
| 2021 | Anna van der Breggen |                      |                        |
| 2022 | Annemiek van Vleuten | Annemiek van Vleuten | Annemiek van Vleuten   |
| 2023 | Annemiek van Vleuten | Annemiek van Vleuten | Demi Vollering         |
| 2024 | Demi Vollering       | Elisa Longo Borghini | Katarzyna Niewiadoma   |
| 2025 | Demi Vollering       | Elisa Longo Borghini | Pauline Ferrand-Prévot |

| Nombre               | Primera victoria | Última victoria | Vuelta | Giro | Tour | Total |
| -------------------- | ---------------- | --------------- | ------ | ---- | ---- | ----- |
| Annemiek van Vleuten | 2018             | 2023            | 2      | 4    | 1    | 7     |
| Fabiana Luperini     | 1995             | 2008            | -      | 5    | -    | 5     |
| Nicole Brändli       | 2001             | 2005            | -      | 3    | -    | 3     |
| Marianne Vos         | 2011             | 2014            | -      | 3    | -    | 3     |
| Anna van der Breggen | 2017             | 2021            | -      | 3    | -    | 3     |
| Demi Vollering       | 2023             | 2025            | 2      | -    | 1    | 3     |